# 白山神社 (北上市黒岩)
白山神社（はくさんじんじゃ）は、岩手県北上市黒岩にある神社。旧社格は村社。本殿等多くが文化財指定を受けている。

## 歴史
当社の草創は、奈良時代と伝えられ、平安時代後半に旧白山寺が開かれるとその鎮守として栄えた。
鎌倉時代に黒岩に下向した和賀氏によって総鎮守として保護された。和賀氏滅亡後、堂社が荒廃したため、1708年（宝永5年）南部利幹が寺領を寄付し再興させた。明治維新後、神仏分離令によって寺号が廃され、神社となった。旧立花村の村社であった。

## 文化財
以下が文化財指定を受け、北上市立博物館に保管されているものもある。（）内は指定日。

### 県指定文化財

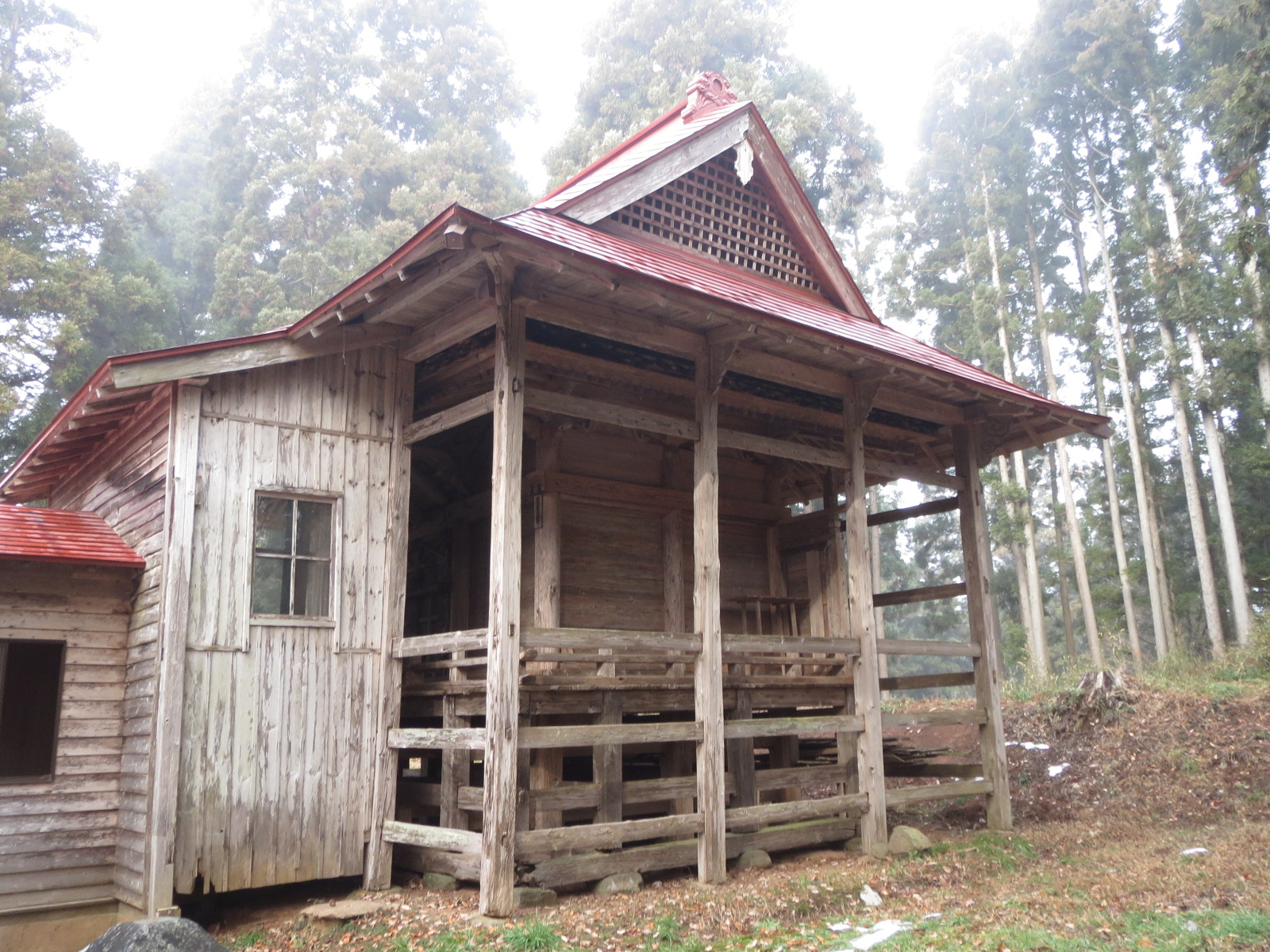
本殿(2018年12月)

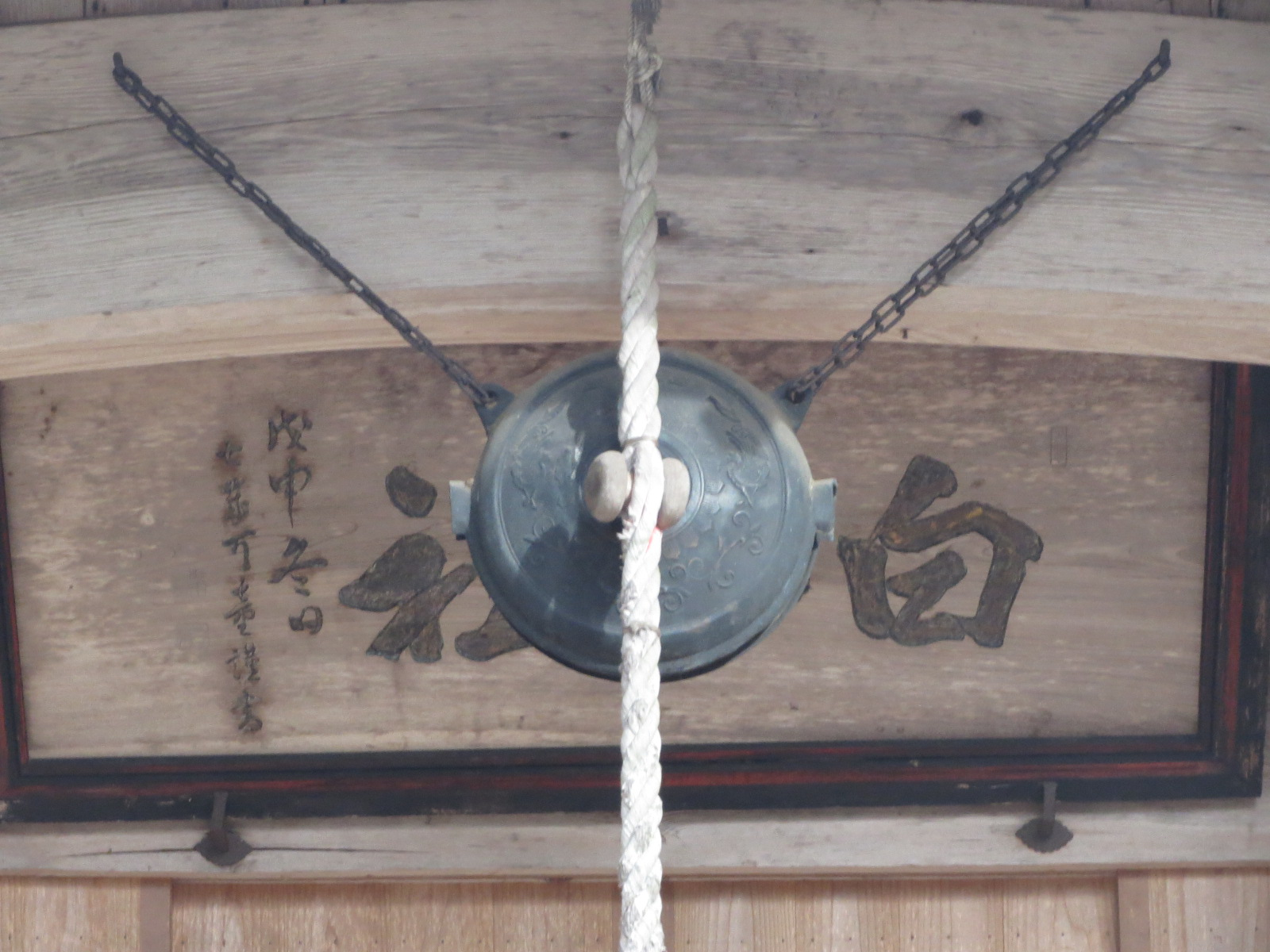
銅鰐口(2018年12月)

- 本殿（1990年5月1日）
桁行4.917メートル、梁間3.105メートル、向拝の出1.823メートル。神社本殿は桁行3間、梁間2間、木造。屋根は入母屋造、平入り、板葺で覆屋の中にある。向拝正面に架せられた水引虹梁は、中央を一段高くアーチ型に湾曲させ、下端部に２か所の茨を持つ特異な形状であり、奥州市の日高神社本殿（重要文化財）向拝部の虹梁手法に通じるものがある[3]。
- 木造十一面観音立像（1965年3月19日）
像高56.5センチメートル。木造、一木造。背刳があり、背板をはる。旧白山寺本尊と伝えられ、左に錫杖をもつ長谷観音である。面相や衣紋の様子からみて、平安時代末期の作と考察される。天衣、足部は後世の補修がみられ、光背、台座も後補と思われる[4]。
- 木造男神坐像（1965年3月19日）
像高49.3センチメートル。木造、カヤ材、一木造。異形の冠をいただき、大袖の袍を着け、笏を執る。目、ひげを墨で描き、唇を朱彩する他は、素地を表している。鎌倉時代の作といわれているが、彫法から平安末期の一連の様式的相貌が伺われる[5]。
- 木造蔵王権現像（1969年6月6日）
像高50.0センチメートル。木造、桂材、一木造。怒った顔で、右手を上げ、左手を腰にあて、右足を挙げ左足で立つ。平岩形の木造の台座がある。平安時代の創建と伝えられている旧白山寺の堂塔のうち、蔵王堂にあったものだろうと言われ、現在は当社宝物庫に安置されている。鎌倉時代の作と推定される[6]。

### 市指定文化財
- 木製華鬘（1980年4月21日）
- 銅鰐口（2013年8月2日）
- 算額（2015年5月25日）

## 現地情報
所在地
- 岩手県北上市黒岩7地割

交通アクセス
- 東北自動車道北上江釣子ICより車20分